# Матвейково (посёлок, Одинцовский район)
Матве́йково — посёлок в Одинцовском районе Московской области России. Административный центр сельского поселения Назарьевское. В 1994—2006 годах — центр Назарьевского сельского округа.
Расположен в 1,5 км к северу от села Жаворонки. Восточнее посёлка, вдоль 2-го Успенского шоссе расположена деревня Матвейково

## Население
| 2002 | 2006 | 2010 |
| ---- | ---- | ---- |
| 168  | →168 | ↘146 |

В 1989 году в посёлке Матвейково проживало 164 человека, в деревне Матвейково — 73 человека

## Инфраструктура
В посёлке, по адресу посёлок Матвейково, дом 6 расположена администрация муниципального образования «Сельское поселение Назарьевское».